# 慈遠寺

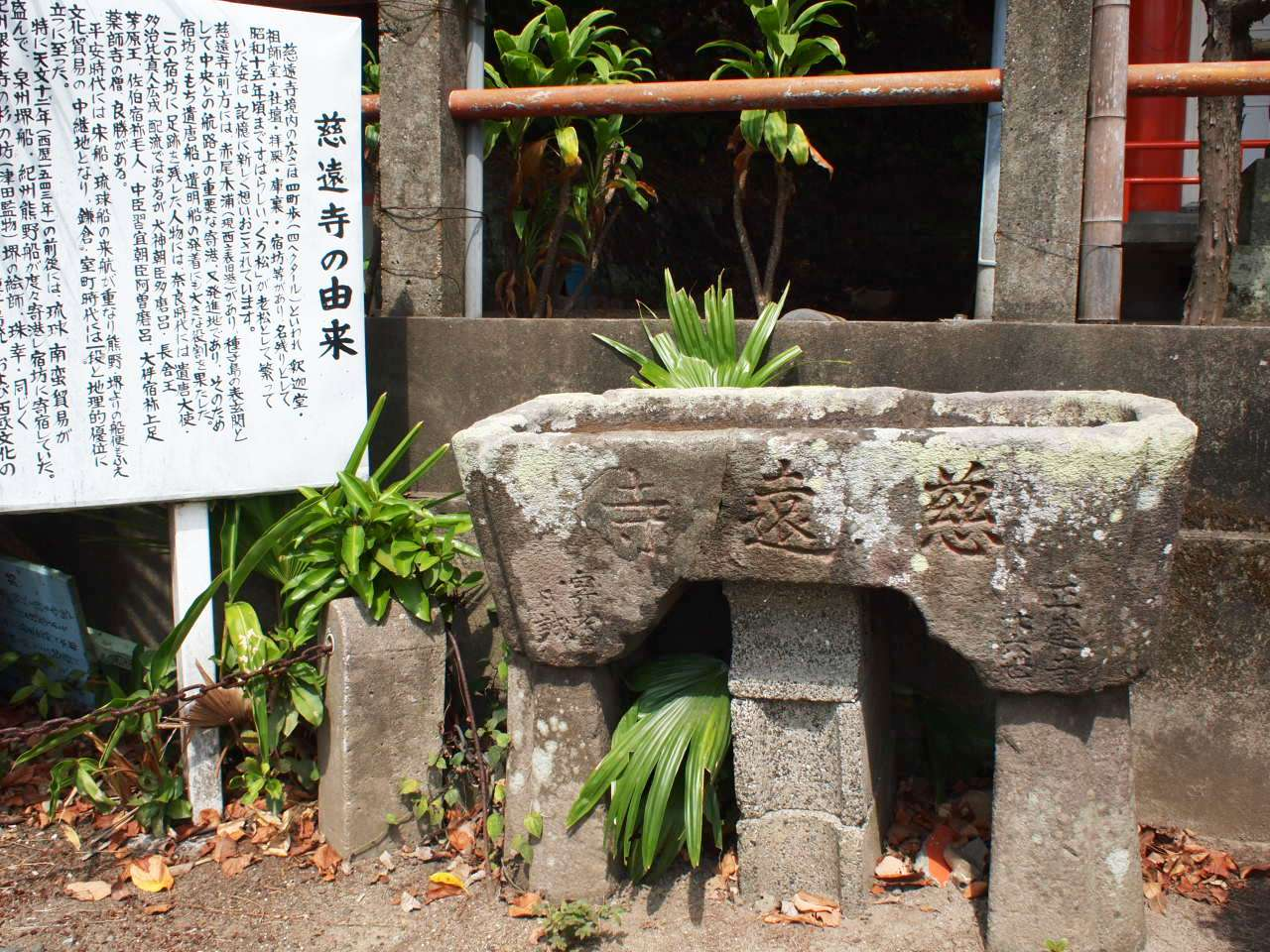
慈遠寺の手水鉢（西之表市）

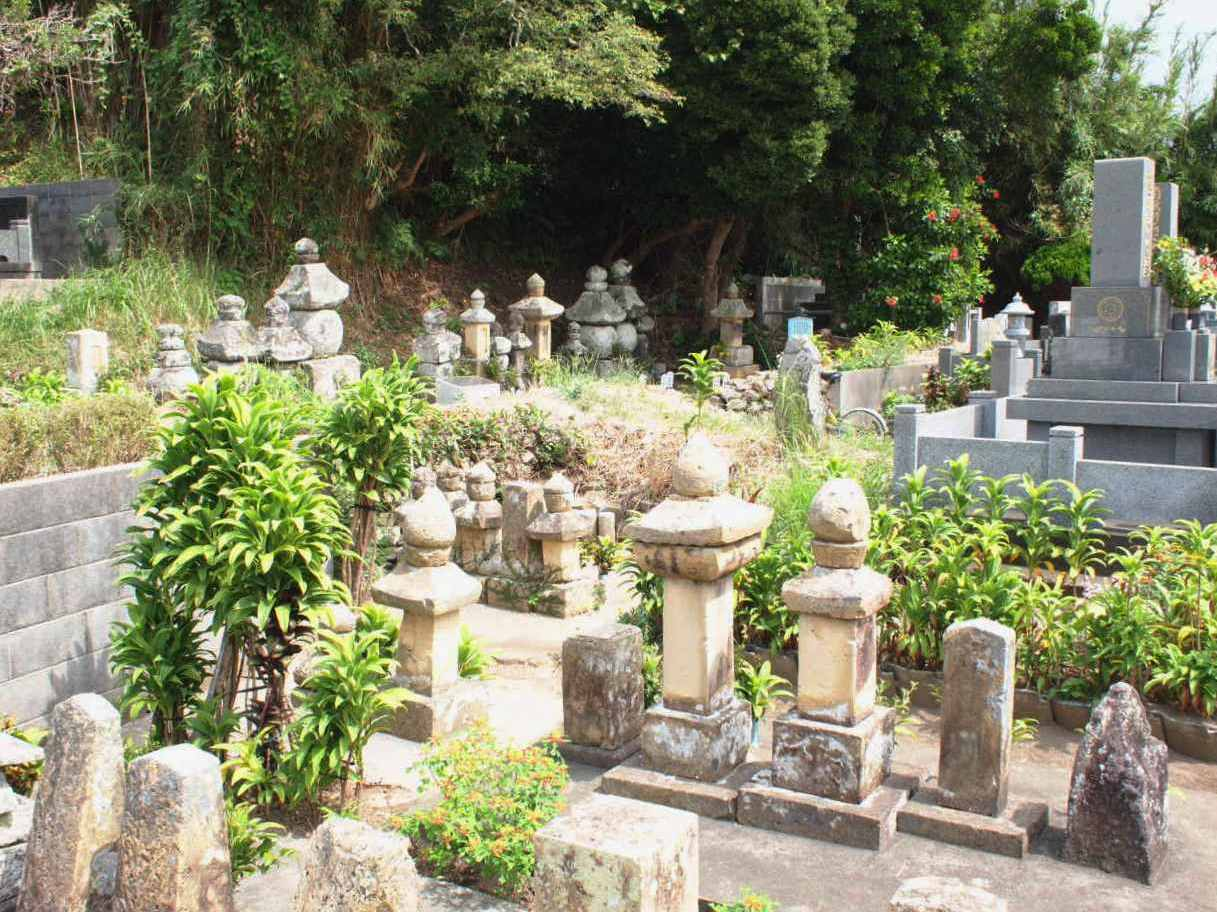
御坊墓地（種子島氏最初の墓地）

慈遠寺（じおんじ）は、日本の鹿児島県西之表市にあった寺院。華蔵山慈遠寺。種子島最古の本格的伽藍による寺院で、島の領主種子島氏の祈願寺であった。寺領100石。種子島氏の最初の墓地でかつての慈遠寺敷地内に位置する御坊（おぼう）墓地についても本項で述べる。
大同4年（809年）、奈良興福寺の末寺として創建され、長享2年（1488年）に法華宗に改宗する。法華宗の初祖は日増である。
「慈遠寺の由来」の説明板によれば、境内の広さはおよそ4ヘクタールあったとされ、釈迦堂、祖師堂、社壇、拝殿、庫裏、宿坊などが配置されていた。赤尾木浦（西之表港旧港）の背後に位置することから、遣唐使船や遣明船の寄港地・発進地としての役割を持ち、慈遠寺の宿坊には使節団や遠島配流となった人物らが足跡を残した。天文12年（1543年）に火縄銃が種子島に伝来した際にも、漂着船の乗組員は慈遠寺の宿坊に滞在した。
明治初年（1868年）の廃仏毀釈により廃寺となり、跡地は現在八坂神社となっている。神社拝殿前の手水鉢及び背後の「春日山」（春日神勧請）の呼称が往時の名残をわずかに留める。慈遠寺の手水鉢は、西之表市指定文化財（有形民俗文化財）に指定されている。

## 御坊墓地
種子島氏の最初の墓地。御坊の名は、墓地が慈遠寺の敷地の北端にあったことに由来する。歴代当主の墓の周囲には、種子島氏の入島当時の家臣20家の墓が主家を守護するかのように建っている。種子島氏初代とされる信基（生没年不詳）から数代の墓は、所在や刻字が不明となっていたため、万延元年（1860年）、第23代当主種子島久道の夫人で久道の死後島の統治に当たった松寿院が、初代信基から4代真時までを一基に合祀し、法号を刻んで参り墓とした。他の累代の墓石も文字が摩耗しどれが誰の墓かを判別するのが非常に難しくなっていたので、口碑などで伝わっているものはそれを採用し、全く不明になってしまっているものは籤引きで墓主を取り決めて、墓地全体を整備した。
なお、種子島氏の菩提寺である本源寺に隣接する御拝塔墓地（現栖林神社内）が2番目の墓地である。

## 八坂神社
西之表市西之表西町、慈遠寺跡に建つ神社。通称オギオン様。明治6年（1873年）、西之表西町の住民によって建社され、明治24年（1891年）ごろ奉祀。西町の氏神でもある素戔嗚尊（スサノヲノミコト）を祭神とする。境内に「慈遠寺跡顕彰碑」、「敬神愛国碑」がある。新暦7月25日に催される「祇園祭」は、「鉄砲祭り」と並ぶ島内2大行事となっている。

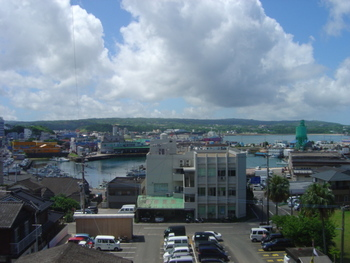
慈遠寺跡地、現八坂神社から見た（西之表市）

## 慈遠寺にまつわる伝説

### 鳩磯の碑
天文年中（1532年 - 1555年）、異国船16艘が赤尾木浦（西之表港旧港）に襲来し、火砲を放った。慈恩寺の住職・日尊が社壇において撃攘の祈祷を行うと、春日山より黒白2羽の鳩（一説には2羽の白鳩ともいう）が社内に飛び入り、神前の線香をくわえて飛び立つと賊船の帆柱に止まった。このため賊船は船火事を起こして悉く焼失した。鳩が渚の大石に羽を休めたことから、この大石を「鳩が瀬」と呼ぶようになった。後に港湾拡張工事に伴って大石の一部を春日山に移し、「鳩磯」と刻字したのがこの碑とされる。

### 法華経の霊験
天正14年（1586年）、第16代種子島久時は藩主島津義久の大友氏攻めに従軍した。出陣の儀式は、慈恩寺の釈迦堂・祖師堂・番神堂の三堂を拝礼し、拝殿で法華経を拝戴するという慣例であった。ところが、久時は三堂を拝礼したものの、拝殿で法華経を拝戴せずに乗船しようとした。ときの住職・月困は久時を追って渚で引き留め、「拙僧、身は不肖ながら、経文の価値は少しも変わりません。ぜひ、法華経を拝戴してください」と諫め、ついに久時も拝戴して出陣した。
月困はこの日から堂前の古松の下に石壇を築き、昼夜軍行祈祷を行った。あるとき、この石壇が崩れ、月困は大いに喜んで「ただ今、敵城落城の由」と、領主の館に告げた。後に久時が凱旋してこの話を聞いたところ、筑前岩屋城の落城日時と一致していたという。